# Hovs Hallar

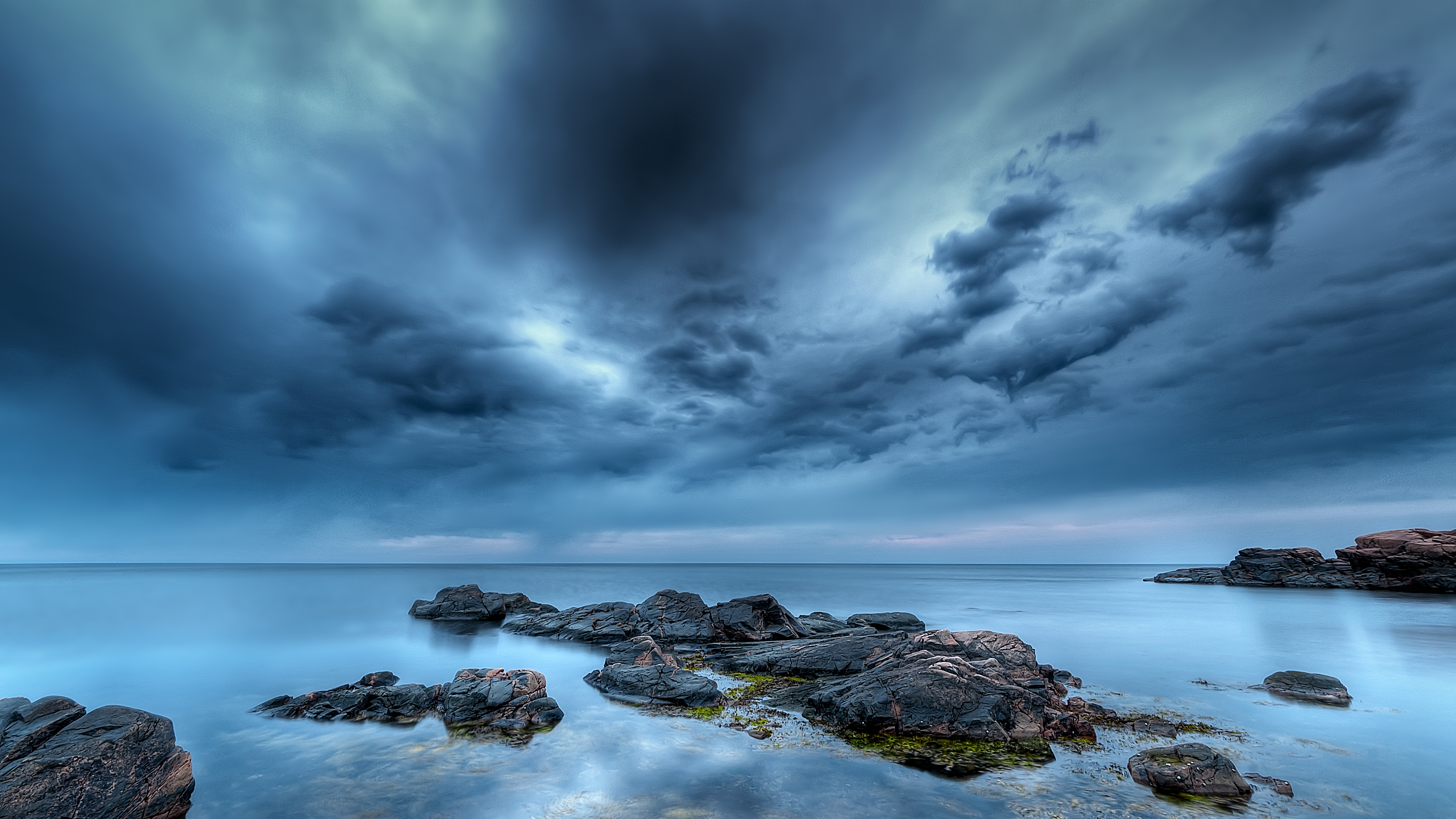
Hovs Hallar con nubes.

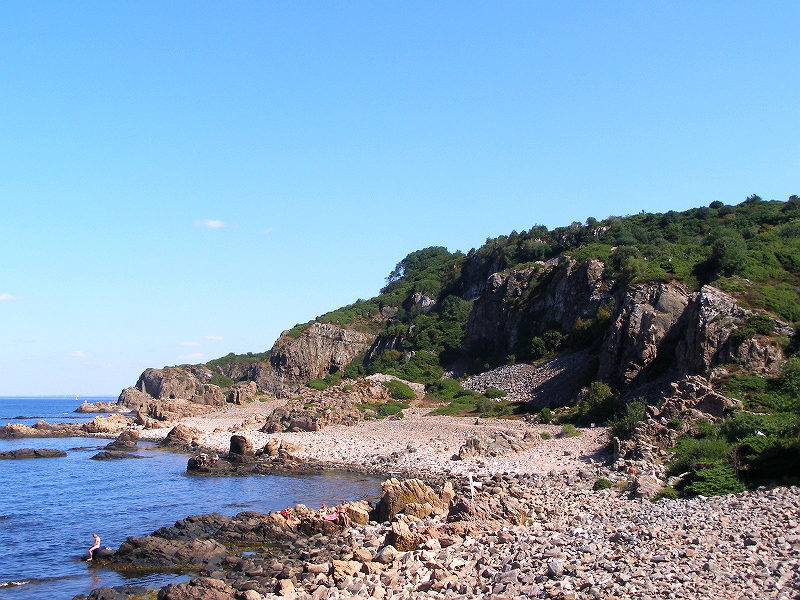
Hovs Hallar.

Hovs Hallar (pronunciación en sueco: /ˈhoːvs ˈhâlːar/) es una reserva natural en el extremo norte de la  península Bjäre en el condado de Skåne, Suecia. Se encuentra ubicada a unos 7 km al noreste del pueblo costero de Torekov.  La reserva es un área de interés geológico y sus impresionantes acantilados sirven de refugio a una variedad de aves marinas. Se cree que la zona le dio su nombre a la provincia de Halland, que significa "la tierra detrás de Hovs Hallar".
El sitio sirvió de fondo para las escenas iniciales de la película El séptimo sello considerada un gran clásico del cine universal, con el Caballero desafiando a la Muerte en un juego de ajedrez por su vida a la vera del mar, y la escena final con la Danza Macabra contra un cielo tormentoso.

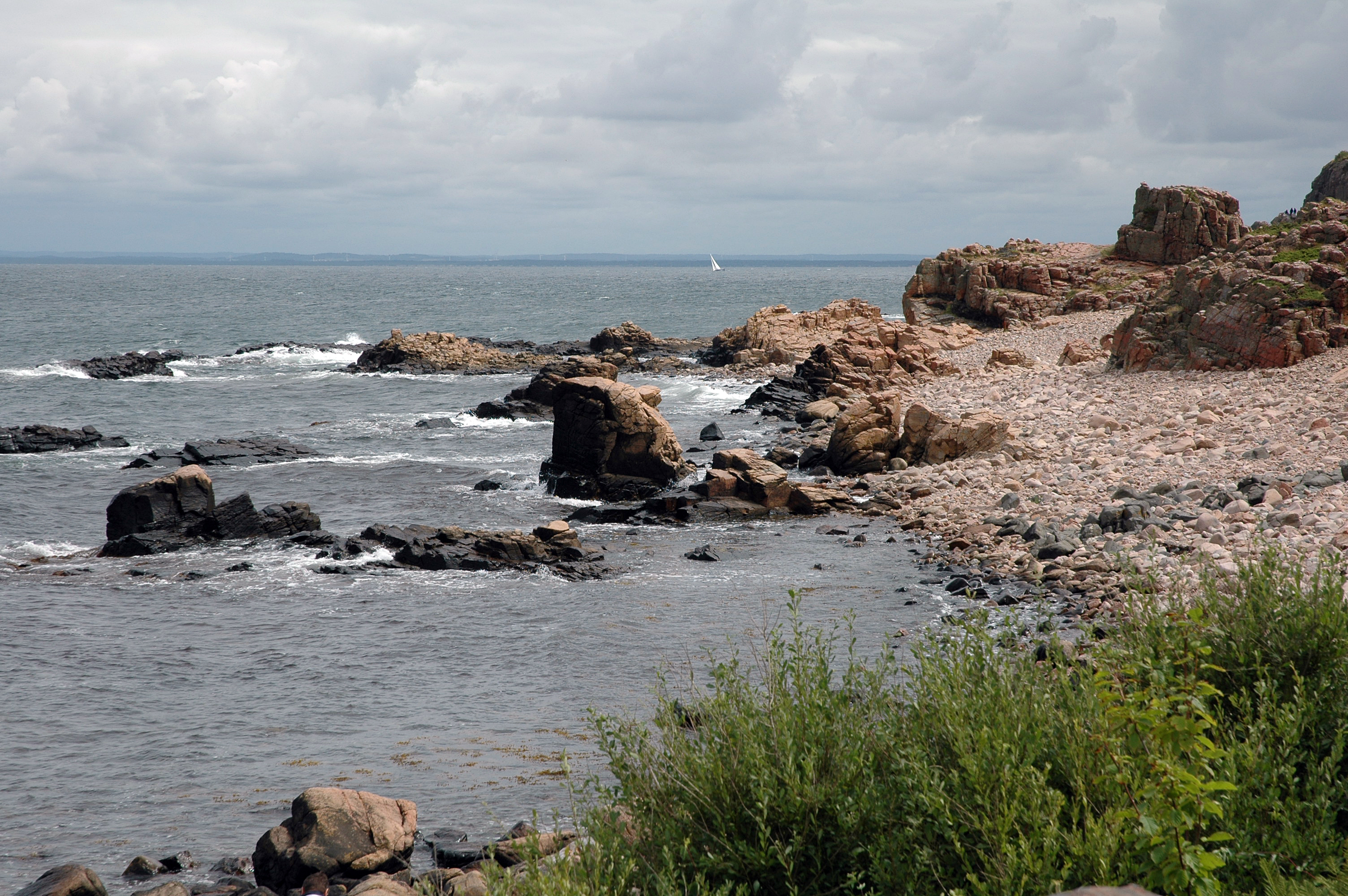
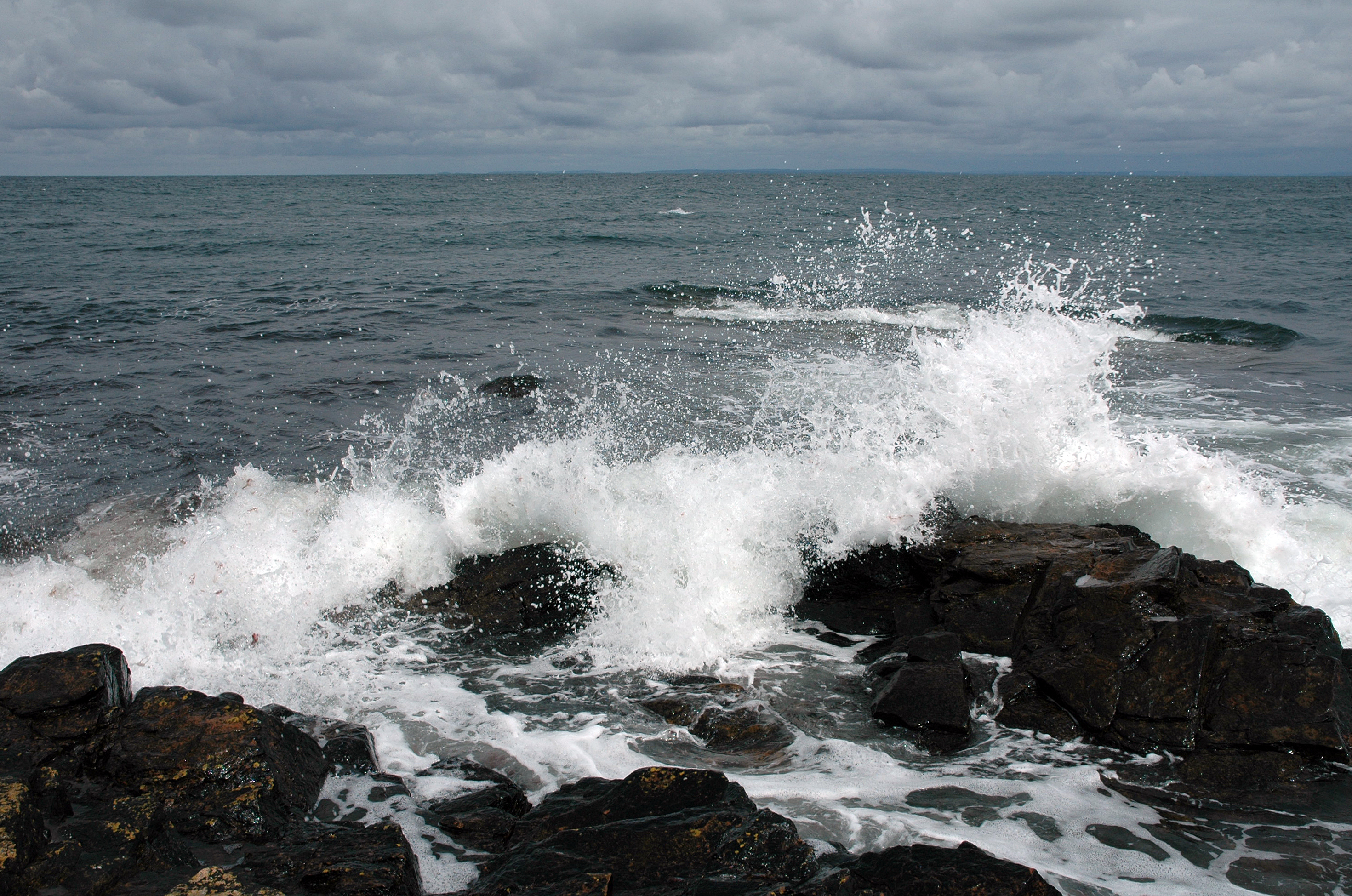
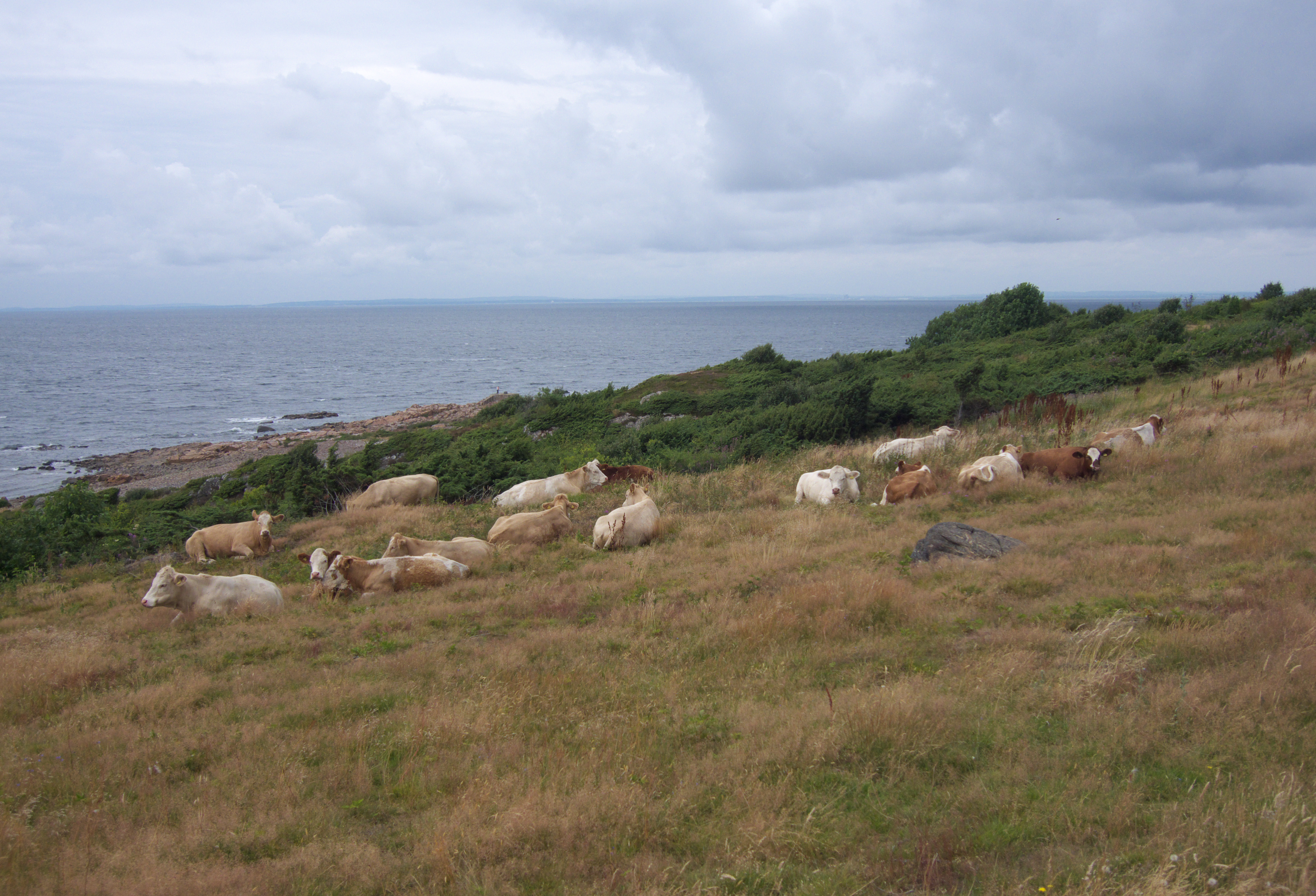